# マービン・ソンソナ
マービン・ソンソナ（Marvin Sonsona、1990年7月25日 - ）は、フィリピンのプロボクサー。南コタバト州ジェネラル・サントス出身。元WBO世界スーパーフライ級王者。

## 来歴
2007年7月7日、フィリピンでプロデビューし、4回判定勝ち。
2008年10月4日、WBOアジア太平洋ユースフライ級王座を獲得。
2009年5月28日、WBOオリエンタルフライ級王座決定戦でワンディー・シンワンチャーと対戦し、2回TKO勝ちで王座を獲得した。
2009年9月4日、14戦目で世界王座初挑戦。WBO世界スーパーフライ級王者ホセ・ロペスに挑戦し、12回判定勝ちで全勝のまま19歳で世界王座を獲得した。
2009年11月21日、初防衛戦でWBO同級15位のアレハンドロ・エルナンデスと対戦予定であったが、体重超過で試合前に王座を剥奪された。試合は12回判定ドローで王座は空位となった。
2010年2月27日、2階級上のWBO世界スーパーバンタム級王座決定戦でWBO同級2位のウィルフレド・バスケス・ジュニアと対戦し、4回KO負けで2階級制覇ならず。16戦目での初黒星となった。
その後は年に1試合のペースでしか試合が出来なかったが、2014年2月22日、ザ・ベネチアン・マカオ内コタイ・アリーナで「リング・オブ・ゴールド」と打った興行の鄒市明VSヨークトン・ゴーキャットジムの前座で元WBA世界スーパーバンタム級王者下田昭文とWBOインターナショナルフェザー級王座決定戦を行い、3回1分17秒KO勝ちで王座獲得を果たした。
2014年6月7日、ニューヨークのマディソン・スクエア・ガーデンでセルヒオ・マルチネスVSミゲール・コットの前座にて、NABF北米フェザー級王座決定戦をウィルフレド・バスケス・ジュニアと約4年ぶりとなる再戦し、10回2-1（2者が96-92、92-96）の判定勝ちで王座獲得に成功した。
2018年5月13日、約3年ぶりに復帰戦を行うも、前日計量で契約体重の141ポンドを6ポンド(2.72kg)体重超過の失態を犯した為、12オンスのグローブを装着するグローブハンデを科せられて試合を行い、6回判定勝ちを収めた。

## 獲得タイトル
- WBOアジア太平洋ユースフライ級王座（防衛1=返上）
- WBOオリエンタルフライ級王座（防衛0=返上）
- WBO世界スーパーフライ級王座（防衛0=剥奪）
- NABF北米フェザー級王座